# Android 10
Android 10 (con nombre en código Android Q durante el desarrollo) es el decimoséptimo lanzamiento y la décima versión descontinuada del sistema operativo móvil Android. La primera beta para Android 10 se lanzó el 13 de marzo de 2019 para todos los teléfonos Google Pixel. El lanzamiento final de Android 10 se realizó el 3 de septiembre de 2019.

Logotipo de la versión preliminar para desarrolladores de Android Q.

## Historia
El 13 de marzo de 2019, Google lanzó la primera versión beta de Android 10 exclusivamente en sus teléfonos Pixel. La versión beta se extendió a los dispositivos de Google Pixel de primera generación debido a la demanda popular.
Se planeó lanzar un total de seis versiones beta, antes del lanzamiento final, que estuvo programado para el 3 de septiembre de 2019.
Según el portal de noticias Android Police, más teléfonos soportaron la versión beta de Android 10, en comparación con la versión anterior de Android Pie beta.
El 23 de agosto de 2019, Google confirmó que Android dejaría de tener nombres en código basados en postres, siendo esta versión de Android el primero en nombrarse de manera numérica únicamente.

## Novedades
Las novedades que incluye Android 10:
- Modo oscuro en todo el sistema.
- Soporte para operar con banda de redes 5G.
- Introducción de Focus Mode. (Digital Wellbeing se renueva con esta opción, un modo "no molestar" para establecer qué aplicaciones no deben distraer al usuario).
- Introducción de Live Caption. (Esta opción añadirá subtítulos de manera automática a cualquier tipo de contenido multimedia en vídeo o audio sin necesidad de conexión a Internet).
- Introducción de una nueva función llamada Bubbles. (Integrada dentro del sistema de notificación, estas bubbles o burbujas, esencialmente, flotan sobre otro contenido en la pantalla, permitiendo al usuario hacer cosas rápida y fácilmente, como por ejemplo, responder a mensajes).
- Control por intensidad de presión en pantalla. (Permite detectar la intensidad con la que el usuario presiona la pantalla del dispositivo).
- Compartir la contraseña de una red WiFi a la que esté conectado el dispositivo mediante código QR.
- Dos modos de rendimiento. (Alto Rendimiento priorizará la velocidad y Baja Latencia priorizará una latencia más baja ideal para videojuegos, y también para llamadas o videollamadas).
- Selección de colores en el tema.
- Soporte nativo de reconocimiento facial 3D.
- Gestión de permisos mejorada.
- Mayor velocidad y eficiencia en Google Assistant.
- Modo escritorio. (Permitirá replicar el contenido de la pantalla del teléfono inteligente en un monitor externo mediante interfaz propia).
- Google incorpora Pixel Themes. (Una aplicación que permite la personalización del aspecto de los iconos del sistema).
- Grabación en la casa (Android 10 incorpora grabación de audio interna en el dispositivo).
- Soporte para WiFi 6 y WPA3.
- Nuevos permisos de acceso en fotos de fondo, video y archivos de audio.
- Las aplicaciones de fondo ya no pueden saltar al primer plano.
- Mejore la privacidad: limite el acceso a identificadores de dispositivos no reiniciables.
- Compartir accesos directos, que permiten compartir contenido con un contacto directamente.
- Panel de configuración flotante, que permite cambiar la configuración del sistema directamente desde las aplicaciones.
- Formato de profundidad dinámico para fotos, que permite cambiar el desenfoque del fondo después de tomar una foto.
- Soporte para TLS 1.3 que ofrece una mayor seguridad y carga las webs seguras hasta un 40% más rápido.
- Soporte para teléfonos plegables. (Algunas mejoras particulares vienen en la forma de cómo se redimensionan las aplicaciones, agregando soporte para el cambio de aplicaciones en múltiples pantallas).
- Compatibilidad con el códec de video AV1, el formato de video HDR10 + y el códec de audio Opus.
- Una API MIDI nativa, que permite la interacción con los controladores de música.
- Diseños de teléfonos inteligentes plegables para aplicaciones y para el propio Android.
- Mejoras en Google Play Protect.
- Mejoras en la seguridad y privacidad del dispositivo.
- Añadidos nuevos gestos de la barra de navegación
- Añadida una animación de inicio con tema oscuro en caso de tener esta opción activada